# Sveriges ambassad i Kiev
Sveriges ambassad i Kiev är Sveriges diplomatiska beskickning i Ukraina som är belägen i landets huvudstad Kiev. Beskickningen öppnade den 24 februari 1992  i tre rum på hotellet Жовтневий och består av en ambassad, ett antal svenskar utsända av Utrikesdepartementet (UD) och lokalanställda. Ambassadör sedan 2023 är Martin Åberg. En av ambassadens främsta uppgifter är att främja relationerna mellan Sverige och Ukraina och utveckla samarbetet inom områdena politik, ekonomi och kultur. De bilaterala kontakterna mellan Ukraina och Sverige har utvecklats betydligt de senaste tio åren.
Den 24 februari 2022 evakuerades ambassaden, efter Rysslands invasion av Ukraina.

## Beskickningschefer
| Namn                   | Period    | Funktion   |
| ---------------------- | --------- | ---------- |
| Martin Hallqvist       | 1992–1996 | Ambassadör |
| Göran Jacobsson        | 1996–2000 | Ambassadör |
| Åke Pettersson         | 2000–2004 | Ambassadör |
| John-Christer Åhlander | 2004–2008 | Ambassadör |
| Stefan Gullgren        | 2008–2013 | Ambassadör |
| Andreas von Beckerath  | 2013–2016 | Ambassadör |
| Martin Hagström        | 2016–2019 | Ambassadör |
| Tobias Thyberg         | 2019–2023 | Ambassadör |
| Martin Åberg           | 2023–idag | Ambassadör |